# Louis Dunn
Louis Gerhardus Dunn (4 novembre 1908, région du Transvaal en Afrique du Sud - août 1979) était un ingénieur qui joua un rôle important dans le développement du programme de missiles et lanceurs spatiaux américains. 

## Biographie
Dunn obtient un B.S. (1936), deux maîtrises en génie mécanique (1937) et aérospatiale (1938) puis un doctorat (1940) au California Institute of Technology dont il rejoint ensuite l'équipe de recherche. 
Il devient directeur assistant du Jet Propulsion Laboratory (JPL) en 1945, puis, lors du départ de Frank Malina, directeur de 1946 à 1954, préside aux destinées du JPL dont les travaux débouchèrent sur le missile Sergeant. 
En quittant le JPL, il prend en charge le programme de missiles Atlas de la toute nouvelle Ramo-Wooldridge Corporation. Il y reste jusqu'en 1957 en tant que directeur associé, puis directeur et enfin vice-président de la division de recherche sur les missiles guidés, avant de devenir vice-président exécutif puis directeur général et enfin président du Space Technology Laboratories de la compagnie. 
En 1963, Dunn quitte la Ramo-Wooldridge Co. et assume plusieurs postes de direction au sein d'Aerojet-General Corp. En plus d'Atlas (construit par General Dynamics), il joue un rôle important dans le développement des fusées Thor (McDonnell Douglas) et Titan, ainsi que des missiles Minuteman (Martin Marietta).
Il prend sa retraite à Sacramento en Californie, où il meurt en août 1979.

## Sources
- Biographie sur le site de la NASA